# Pokrovka (Kirguistán)
Pokrovka (en ruso: Покровка) es un pueblo en el Óblast de Talas de Kirguistán. Es la capital del distrito de Manas. Su población era 7419 habitantes en 2009.